# Affrontements du 7 et 8 novembre 2024 à Amsterdam
Les 7 et 8 novembre 2024, lors d'une rencontre pour un match de football de l'UEFA Europa League au stade Johan Cruyff Arena à Amsterdam, aux Pays-Bas, entre le club israélien Maccabi Tel-Aviv et le club néerlandais Ajax Amsterdam, des affrontements ont lieu en marge de la rencontre.
Des hooligans du Maccabi Tel-Aviv sont filmés la veille en train d'arracher puis de brûler un drapeau palestinien, tout en scandant des slogans anti-arabes, et en chantant « mort aux Arabes »,,. Malgré le risque élevé de l'événement, les autorités néerlandaises maintiennent la rencontre, justifiant que le hooliganisme fait partie du football.
Le jour du match, vers 13h, ces images regroupant divers incidents sont partagées et relayées sur des canaux Telegram regroupant des résidents d'Amsterdam. Ces publications provoquent des appels à la violence pour riposter contre les supporters israéliens.
Peu après le match, aux alentours de minuit, des tensions surviennent autour de l’accès aux taxis, principalement conduits par des chauffeurs d’origine marocaine ou de confession musulmane. Cela mène à l’agression d’un chauffeur par des hooligans du Maccabi Tel-Aviv. L’incident, filmé et largement diffusé sur les réseaux sociaux aux Pays-Bas, est suivi d'un autre incident filmé dans le centre-ville d’Amsterdam, où des hooligans attaquent un passant,.
Avec l'appui de chauffeurs de taxis amstellodamois, d'autres habitants de la ville se regroupent après le match pour organiser des attaques contre des supporters israéliens. Dans plusieurs vidéos d’agressions circulant en ligne, certains assaillants se revendiquent pro-palestiniens. Vêtus de noir et pour la plupart masqués, ils forment des groupes véhiculés dans le centre-ville, dans une escalade de violence qualifiée de « chasse aux Juifs » ou de « pogrom » par de nombreux responsables politiques et médias,,,,,,,. Ces agressions donnent lieu à une indignation mondiale.
Alors que le Premier ministre israélien Benyamin Netanyahou envoie deux avions pour rapatrier les derniers supporters israéliens présents aux Pays-Bas, la police néerlandaise procède à 62 arrestations le lendemain des incidents, et cinq autres quelques jours plus tard.

## Contexte

### Antécédents du Maccabi
Le Maccabi Tel-Aviv, le club le plus ancien et le plus titré d'Israël, concentre une frange historique d’ultras, les Maccabi Fanatics, réputés pour leur violence et leur racisme. Le recrutement par le club en 2012 du joueur arabo-israélien Maharan Radi (he) avait ainsi conduit à des slogans ouvertement racistes et violents contre lui, tels que « nous ne voulons pas d’Arabes au Maccabi ! » et « Radi est mort ». Au début de la crise migratoire, en 2015, les Maccabi Fanatics avaient aussi manifesté leur hostilité envers les réfugiés, notamment syriens, par une banderole « Refugees not Welcome » déployée avant un match contre Kiryat Shmona.
En mars 2024, en marge d’un autre match européen contre l’Olympiakos, des ultras du Maccabi Tel-Aviv ont passé-à-tabac un homme d’origine arabe à Athènes. En Israël, ces supporters sortent dans les rues lors des manifestations anti-Netanyahu. Ils s’étaient attaqués aux manifestants à l’aide de matraques et de tessons de bouteilles lors d’un rassemblement accusant le Premier ministre de corruption en 2020.

### Situation aux Pays-Bas
Les Pays-Bas ont enregistré une augmentation significative des incidents antisémites pendant la guerre entre Israël et le Hamas débutée en octobre 2023. En 2024, l'Agence des droits fondamentaux de l'Union européenne avait signalé une hausse des attaques antisémites à travers l'Europe, en partie attribuée à cette guerre. Le match entre l'Ajax et le Maccabi Tel-Aviv était un match de phase de groupes de la Ligue Europa, tenu à la Johan Cruyff Arena. Le match lui-même s'est déroulé sans incident, avec une victoire de l'Ajax sur le Maccabi Tel-Aviv, 5-0.
Avant la rencontre, la maire d'Amsterdam, Femke Halsema, avait interdit les manifestations pro-palestiniennes près du stade en raison de préoccupations liées à de possibles violences. Malgré un renforcement de la sécurité, des manifestants pro-palestiniens ont tenté de se rendre à la Johan Cruyff Arena le jour du match, bien que la ville ait interdit de telles protestations. Des agents du Mossad ont accompagné l'équipe du Maccabi Tel-Aviv pour « assurer une protection maximale », et la police d'Amsterdam (nl) avait renforcé sa présence dans le centre-ville la veille du match. Le Mossad avait également averti d'une menace potentielle visant les Israéliens et les Juifs aux Pays-Bas avant la rencontre, en envoyant un avertissement aux forces de sécurité. La maire a par la suite déclaré que le match n'avait pas initialement été classé comme présentant un risque élevé, car l'Ajax est traditionnellement considéré comme un « club de football juif ». Le F-Side, groupe de supporters de l'Ajax, avait d'ailleurs communiqué qu’il était à « prêt à intervenir » en cas de manifestation politique aux abords du stade,.

## Affrontements
Les violences ont commencé dès mercredi 6 novembre. Des affrontements isolés ont lieu entre des supporters de l’Ajax, du Maccabi et du club turc de Fenerbahce, qui jouait contre un autre club néerlandais, l’AZ Alkmaar, selon le chef de la police d’Amsterdam, Peter Holla (nl). À la veille du match selon la police néerlandaise, des hooligans du Maccabi Tel-Aviv ont attaqué dans la soirée un conducteur de taxi considéré comme Arabe et incendié un drapeau de la Palestine dans les rues d'Amsterdam aux alentours de minuit. Une heure auparavant, ce sont des tags pro-palestiniens qui avaient été constatés près du stade tandis qu'un groupe de personnes avait projeté des messages insultant sur le stade. Ces deux incidents avait conduit à des arrestations,. Plus tôt dans la journée, un rassemblement sur la place du Dam avait aussi conduit à l’arrestation d’une dizaine de supporters israéliens pour « trouble à l’ordre public ». Des vidéos les montrent entonnant des chants à connotation raciste, notamment pour exprimer leur joie face à la mort de Palestiniens à Gaza, insulter des passants et vandaliser des bâtiments dans les rues de la ville,. De même, des petits groupes de manifestants d'un rassemblement pro-palestinien étaient en quête d'affrontements alors que leur manifestation était déplacée par les autorités. En raison de ces troubles la police néerlandaise a été largement déployée aux abords du stade avant et après la rencontre.
Pendant la rencontre, les supporters israéliens présents en nombre dans le stade (environ 3 000 selon le journal israélien Haaretz) ont été accusés d’avoir proféré insultes racistes, des chants anti-arabes et encourageant Tsahal à massacrer les Palestiniens.
Ils ont perturbé la minute de silence en mémoire des victimes des inondations en Espagne en reprochant au gouvernement espagnol ayant récemment reconnu l’État palestinien,, causant des perturbations dans le stade et certains d'entre eux, en quittant le stade, ont été pris à partie dans plusieurs lieux de la ville néerlandaise.Après le match, des violences ont éclaté dans plusieurs quartiers d'Amsterdam. Selon la police néerlandaise, un grand groupe de supporters du Maccabi se promène dans le centre-ville, certains avec des bâtons à la main et commettent des actes de vandalisme. D'autres groupes dispersés, qui ont répondu à des appels sur les réseaux sociaux, se déplacent « à pied, en scooter ou en voiture » et s'en prennent à des supporters du Maccabi. Le chef de la police a indiqué qu’il avait été « extrêmement difficile » pour la police d’empêcher ce genre de « violence », malgré une importante présence policière. Des vidéos circulant sur les réseaux sociaux montrent des bagarres de rue dans lesquelles des supporters israéliens sont violentés par des individus aux visages dissimulés, voire passés à tabac. Dans une sorte de « chasse aux Israéliens », certains assaillants interrogeaient leurs victimes sur leurs origines et demandaient leurs papiers d'identité. « D’où viens-tu ? », entend-on dans l'une de ces vidéos,. Une personne a reçu des coups de pied alors qu'elle se trouvait au sol, tandis qu'une autre a été jetée dans l'un des canaux de la ville, contrainte de dire « Free Palestine » pour être autorisée à sortir. Une autre reçoit des coups de pied rythmés par « Pour les enfants ! » (sous-entendu « de la bande de Gaza »). D’autres images, vérifiées par le quotidien Het Parool, montrent également une personne frappée à terre par des ultras du Maccabi Tel-Aviv, et un supporteur israélien qui poursuit un autre homme, une ceinture à la main. Un témoin cité par le journal Maariv affirme également qu’un de ses amis a été enlevé, tandis que de nombreux supporters ont cherché refuge en se barricadant dans des magasins et des bâtiments. Les rumeurs sur les enlèvements étaient en fin de compte infondées.

## Victimes
Avant les affrontements, un chauffeur de taxi est blessé et lynché par des hooligans du Maccabi Tel-Aviv. L'organisation néerlandaise MRWN (nl) porte ainsi plainte contre les supporters du club israélien pour une vingtaine de faits de violences, en se basant sur des preuves en images. Parmi les faits, figurent l'agression de femmes portant le hijab ou un keffieh palestinien.
Pendant les affrontements, entre 20 et 30 personnes, principalement des supporters et hooligans israéliens, sont blessées, dont cinq sont brièvement hospitalisées.
Un supporter israélien a raconté qu’après le match, il avait été attaqué par un groupe de 20 personnes à l’extérieur d’un casino. Ces derniers l’auraient interrogé sur sa nationalité, et lorsqu'il a refusé de montrer son passeport, ils l’ont battu, le laissant inconscient avec deux dents cassées. Une autre supportrice israélienne a expliqué qu’elle était restée cachée dans son hôtel jusqu’à ce qu’il soit sûr d’en sortir. Un autre fan a rapporté qu’il semblait que des personnes attendaient les supporters du Maccabi à la gare. « Nous avions vraiment peur, même pour aller à l’aéroport », a-t-il confié.
Certains supporters ont indiqué que leurs passeports leur avaient été dérobés, et dont les photos ont circulé sur les réseaux sociaux.

## Auteurs
La police néerlandaise révèle le lendemain matin de l'affrontement que 62 personnes, dont 49 habitent aux Pays-Bas et 10 en Israël, ont été interpellées à Amsterdam à la suite des violences. Parmi elles, principalement des jeunes, dont des mineurs, 55 sont relâchées après avoir écopé d'une amende pour trouble à l'ordre public. Plus tard, le 11 novembre, trois autres personnes sont relâchées. Les quatre personnes restantes sont conduites devant un juge-commissaire pour coups et blessures. Ce même jour, à l'aide des enquêtes basées sur les images de caméras de surveillance, cinq nouvelles personnes sont arrêtées, âgées entre 18 et 37 ans et originaires d'Amsterdam, d'Utrecht et de Heerhugowaard.
La maire d'Amsterdam, Femke Halsema, rapporte que les agressions incluent des incidents impliquant « des garçons en scooter » qui prennent la fuite dès qu'ils sont confrontés à la police. Elle précise que les autorités ont sollicité une évaluation auprès du Coordinateur national pour la sécurité et le contre-terrorisme (nl), sans qu'une menace spécifique ne soit identifiée. Elle indique également que les premières investigations montrent que les émeutes ont été rapidement organisées via la plateforme Telegram, deux jours avant le match.
Les médias israéliens suggèrent une implication de « Néerlandais d'origine turque et marocaine », tandis que les médias néerlandais rapportent que des jeunes d'origine marocaine, résidant dans l'ouest d'Amsterdam, auraient participé aux actions de manière coordonnée. Des vidéos partagées sur les réseaux sociaux montrent des jeunes individus masqués, parlant néerlandais avec des expressions influencées par l'arabe marocain et berbère.
Quelques jours après les incidents, le journal De Volkskrant se rend dans le quartier de Bos en Lommer, à Amsterdam-Ouest, d'où viennent une grande part des personnes interpellées, pour interroger des membres de la communauté locale. Certains jeunes résidents d'origine marocaine y dénoncent l’image biaisée véhiculée par la presse internationale. Un autre résident déclare que « Bender (jeune journaliste) montre clairement qu'après le match, les supporters israéliens arrachaient des poteaux du sol pour attaquer une personne dans le centre-ville. Et qui sont finalement les violents ? Les Néerlandais. Encore une fois, les Amstellodamois marocains sont présentés sous un mauvais jour. » Condamnant toutes les formes de violence survenues à Amsterdam, il poursuit en ajoutant : « Quelqu'un a écrit sur internet que dix mille enfants morts à Gaza, c'est de la légitime défense, mais vingt Israéliens blessés, c'est un pogrom. »
Sur Telegram, des messages incitant à une « chasse aux Juifs », sont également relayés, indique la maire Halsema lors de sa conférence de presse, bien qu'elle souligne que cela ne signifie pas que tous les auteurs étaient motivés par l'antisémitisme. Un entrepreneur néerlandais rapporte qu'un ami juif s'est confronté aux Israéliens sur la place du Dam, affirmant que cet ami protestait contre une agression perpétrée par des supporters israéliens envers un chauffeur de taxi. Il rapporte également que « des Juifs portent la kippa sans problème dans les rues de Fès et de Marrakech » et que les agressions n'étaient pas liées à un motif antisémite.

## Tribunal et condamnations
Les 11 et 12 décembre 2024 se tiennent les réquisitions de peine au tribunal d'Amsterdam. Le 24 décembre 2024 ont lieu les condamnations finales de cinq des sept suspects,.
- Lucas D. (19 ans), originaire de Monnickendam, fait face à une réquisition de peine allant jusqu'à six mois de prison dont trois avec sursis, pour trouble à l'ordre public. Il aurait lancé des pierres sur la police près du stade, possédait des feux d'artifice illégaux puissants et participait à un groupe de discussion sur Snapchat appelant à des actes de violence[57]. Il est finalement condamné à 100 heures de travail d'intérêt général[58].
- Sefa Ö. (32 ans), originaire d'Amsterdam, fait face à une réquisition de peine allant jusqu'à deux ans de prison pour violences en réunion[59]. Il est accusé d'avoir été impliqué dans quatre incidents violents survenus dans le centre-ville d'Amsterdam après le match de football. Marié et exerçant comme coiffeur, Sefa Ö. attend la naissance de son enfant dans quatre mois au moment de l’audience[57]. Le 24 décembre, il est finalement condamné à un mois de prison[58].
- Rachid O. (26 ans), originaire d'Utrecht, fait face à une réquisition de peine allant jusqu'à à six mois de prison[60]. Il avait rejoint un groupe de discussion Telegram intitulé "Buurthuis 2", qui rassemblait 900 personnes. Rachid O. aurait intégré ce groupe sous l'effet de vives émotions après avoir entendu des hooligans du Maccabi Tel Aviv crier "Mort aux Arabes". Dans ce groupe, il envoyait des localisations pour "aller frapper des juifs cancéreux" et "leur tirer dessus". Il aurait également écrit : "N’y a-t-il pas un juif décédé ou dans un état critique ?" et aurait brisé le téléphone d’un supporter, comme il l’a lui-même reconnu dans un chat[57]. Le 24 décembre, il est finalement condamné à dix semaines de prison[58].
- Mohammed B. (26 ans), originaire d'Amsterdam, est poursuivi pour tentative de meurtre. Son avocat a demandé qu'il soit suivi par un psychologue. Il reconnaît avoir poursuivi des supporters du Maccabi avec une ceinture dans l’intention de les frapper[60]. Sa condamnation n'a pas lieu le 24 décembre et est retardée[56].
- Mahmoud A. (22 ans), originaire d'Amsterdam, est poursuivi pour tentative de meurtre[55]. Le jeune homme est un Palestinien originaire de Gaza, venu d'un camp de réfugiés[61]. Sa condamnation n'a pas lieu le 24 décembre et est retardée[56].
- Umutcan A. (24 ans), originaire de La Haye, fait face à une réquisition de peine allant jusqu'à huit mois de prison, dont trois avec sursis pour violence publique et vol avec violence[62]. Ayant un casier judiciaire vierge, il est aperçu dans une vidéo en train de frapper un supporter du Maccabi au visage avant de lui arracher son écharpe. Dans des messages sur Telegram, il répond à un message en disant être dans une chasse aux juifs[61]. Le 24 décembre, il est finalement condamné à un mois de prison[58].
- Karanveer S. (26 ans), originaire d'Amsterdam, fait face à une réquisition de peine d'un mois de prison dont deux avec semaines de sursis et de travaux d'intérêts généraux pour divulgation de données personnelles[55]. Diplômé de l'université, il travaille en tant que consultant de bureau et possède un casier judiciaire vierge. Il a envoyé les localisations de supporters du Maccabi en groupe dans le canal Telegram "Buurthuis 2". Il a également envoyé les informations sur les vols retour vers Tel Aviv-Jaffa à partir de l'aéroport d'Amsterdam-Schiphol[61]. Le 24 décembre, il est finalement condamné à un mois de prison[63].

Cependant, aucun supporter du Maccabi Tel Aviv ne passe devant le tribunal d'Amsterdam.

## Réactions

### Pays-Bas
Les journaux ont pour la plupart pointé l'antisémitisme comme la cause de ces violences, d'autres avant tout les conséquences de la guerre à Gaza et au Liban. Pour le tabloïd conservateur De Telegraaf, le quotidien le plus diffusé aux Pays-Bas, « le terrorisme antisémite a déferlé dans les rues d’Amsterdam ». L’autrice et chroniqueuse Nausicaa Marbe (de), qui signe l’un des papiers d’opinion, estime que ces violences sont le fait de « musulmans avides de violence » qui « ont mené une chasse aux Juifs en plein Amsterdam » et « voulaient faire leur propre pogrom ». Dans Het Parool, journal d’Amsterdam, un autre chroniqueur établit un parallèle avec la nuit de Cristal survenue dans l'Allemagne nazie en 1938. Le journal chrétien Trouw déplore qu'Amsterdam soit « devenue une ville de pogrom » et décrit une « une chasse aux Juifs organisée comme on n’en connaît nulle part ailleurs en Europe ». Le journal de centre-gauche De Volkskrant analyse ces violences comme une importation de la guerre à l’œuvre au Moyen-Orient.
Le Premier ministre des Pays-Bas, Dick Schoof, a déclaré être « horrifié par les attaques antisémites contre les citoyens israéliens ». Il a qualifié la situation d’« inacceptable » et ajouté qu’il était « en contact étroit avec toutes les parties concernées » et qu’il venait de s’entretenir par téléphone avec Netanyahu pour souligner que « les auteurs seraient identifiés et poursuivis. » Le ministre de la Justice, David van Weel, a affirmé que les responsables seraient identifiés et traduits en justice, ajoutant : « Nous devrions avoir honte de nous-mêmes. »
Le roi Willem-Alexander des Pays-Bas le lendemain du match a exprimé son « horrible choc » face aux attaques, déclarant : « Nous avons manqué à notre devoir pendant la Shoah et jeudi soir ».
Plusieurs partis aux États généraux du royaume des Pays-Bas ont demandé un débat urgent, prévu pour la semaine prochaine. Le politicien néerlandais Geert Wilders a écrit : « Cela ressemble à une chasse aux Juifs dans les rues d’Amsterdam. Arrêtez et expulsez la racaille multiculturelle qui a attaqué les supporters du Maccabi Tel-Aviv dans nos rues », ajoutant qu’il était « honteux que cela puisse arriver aux Pays-Bas. Totalement inacceptable. » La cheffe du VVD, Dilan Yeşilgöz, a décrit les images comme « incroyablement malsaines » et a qualifié les auteurs de « pure racaille, pure haine des Juifs. »
La maire d’Amsterdam, Femke Halsema, a condamné les attaques, qualifiant les auteurs de « commandos antisémites ». Lors d’une conférence de presse, elle a exprimé une « profonde honte », qualifiant cet incident de « moment très sombre pour la ville. » Elle a également déclaré que l’incident lui rappelait les pogroms contre les Juifs en Europe, soulignant que la vie et la culture juives étaient menacées. La ville a interdit les manifestations pour le week-end et accordé des pouvoirs de contrôle et de fouille à la police. Elle regrettera par la suite d'avoir utilisé le mot "pogrom" pour décrire ces affrontements.
Les rassemblements de soutien à la Palestine sont interdits par les autorités néerlandaises dans les jours qui suivent et des manifestants sont arrêtés par la police.
Le président du tribunal rabbinique des Pays-Bas, le rabbin Eliezer Wolff, estime que les Juifs des Pays-Bas sont victimes d'un « excès de tolérance » de la part de la société néerlandaise.
Lors d'une réunion de crise tenue le 15 novembre 2024 à La Haye, Nora Achahbar, secrétaire d'État d'origine marocaine, constate des propos racistes tenus en Conseil des ministres. À la suite de cette réunion, elle décide de présenter sa démission,,. Peu après cette annonce, une réunion d'urgence est organisée entre les dirigeants des partis de la coalition et le gouvernement à La Haye. Malgré les tensions, les quatre partis de la coalition décident de rester unis, évitant ainsi l'effondrement du gouvernement dirigé par Dick Schoof, bien qu'un retrait du parti de centre droit Nouveau contrat social (NSC) ait été envisagé,. « Marocains de merde » et « bouffeurs de halal », auraient été des termes utilisés par des ministres, selon la presse néerlandaise.
D'autre part plusieurs ministres ont pointé publiquement des jeunes d'origine arabe comme les seuls responsables des affrontements et de l'antisémitisme au Pays-Bas. Lundi 11 novembre, le ministre des finances, Eelco Heinen, a ainsi estimé que les auteurs des violences à Amsterdam étaient « le pus de la société ». Jurgen Nobel, autre membre libéral du gouvernement, secrétaire d’État à la participation et l'intégration, avait jugé que le pays était confronté à « un très vaste problème d'intégration » de jeunes musulmans qui « pour une très grande partie d'entre eux ne respectent pas les normes et les valeurs auxquelles nous souscrivons ». Les « voyous » à l'œuvre à l'issue de la rencontre étaient « plus que vraisemblablement d'origine marocaine », affirmait également Dilan Yesilgöz, la dirigeante du parti libéral. Le thème du « manque d'intégration » comme unique cause des violences du 7 novembre a ensuite été exploité par le premier ministre Dick Schoof. Geert Wilders, chef de file de l’extrême droite néerlandaise, a pour sa part prôné le retrait du passeport des auteurs de violences, la nécessité de les priver de leur nationalité néerlandaise, et même de les expulser du pays.

### Israël
Le ministre israélien des Affaires étrangères, Gideon Sa'ar, a réagi aux attaques en conseillant aux Israéliens présents à Amsterdam de rester dans leurs hôtels. À la suite de la violence, qu'il a condamnée comme « barbare et antisémite », Sa'ar a décrit les événements comme « un signal d'alarme retentissant pour l'Europe et le monde. » Il a également contacté son homologue néerlandais (en), Caspar Veldkamp, pour demander une aide dans le transport en toute sécurité des citoyens israéliens de leurs hôtels vers l'aéroport, selon le ministère israélien des Affaires étrangères.
Lors d'un appel avec le Premier ministre néerlandais Dick Schoof, le Premier ministre israélien Benjamin Netanyahu a souligné « l'importance capitale » d'assurer la sécurité de tous les Israéliens aux Pays-Bas. Netanyahu a mis en avant la gravité des attaques antisémites planifiées contre des citoyens israéliens et a demandé un renforcement de la sécurité pour la communauté juive aux Pays-Bas, selon le bureau du Premier ministre israélien. Initialement, Netanyahu avait annoncé l'envoi de « vols de sauvetage » pour rapatrier les citoyens israéliens. Cependant, son bureau a ensuite précisé que l'accent serait mis sur l'organisation de vols commerciaux pour assurer leur retour en toute sécurité, plutôt que sur des vols de sauvetage.
Le président israélien Isaac Herzog a qualifié les affrontements d'Amsterdam de « pogrom antisémite », les décrivant comme un incident grave et un avertissement pour toute nation qui valorise la liberté. Il a exprimé sa confiance dans la capacité des autorités néerlandaises à protéger les Israéliens et les Juifs.
La compagnie aérienne israélienne El Al a annoncé qu'elle organiserait un vol de sauvetage gratuit entre Amsterdam et Tel Aviv pendant le Shabbat, jour de repos dans le judaïsme, avec l'approbation du Grand Rabbinat d'Israël.

### Maroc
Le 15 novembre 2024, la secrétaire générale du Parti socialiste unifié, Nabila Mounib, salue le geste des auteurs néerlando-marocains ayant violenté les hooligans du Maccabi Tel-Aviv FC, qu'elle considère comme de la légitime défense.
Dans une interview avec le journal Voice of Morocco, Abdelmajid Marari, porte-parole de l'équipe de défense internationale auprès de la Cour pénale internationale de La Haye, estime que les déclarations politiques contre les Marocains aux Pays-Bas, à la suite des événements d'Amsterdam la semaine dernière, n'ont pas d'impact négatif sur eux, notant que ce qui s'est passé cette nuit-là « était une défense de leurs biens et une réponse » aux chants racistes.

### Turquie
Le gouvernement turc a refusé d'organiser un autre match du Maccabi, prévu pour la fin novembre de la même année. L'UEFA a  décidé qu'il aurait lieu « dans un pays neutre » pour des raisons de sécurité, la Hongrie acceptant de l'accueillir, mais seulement à huis clos.

### Dans le monde
Ces affrontements provoquent des condamnations dans le monde entier.
Le secrétaire général de l'ONU, António Guterres, se dit « choqué » et condamne « toute forme d'antisémitisme et d'islamophobie ». De son côté, la présidente de la Commission européenne, Ursula von der Leyen, s’est dite « indignée » par ces « attaques ignobles » et « inacceptables », ajoutant que « l’antisémitisme n’a absolument pas sa place en Europe ».
La ministre allemande des Affaires étrangères, Annalena Baerbock, a condamné une « violence contre les Juifs » qui « traverse toutes les frontières » et le chancelier Olaf Scholz a dénoncé des actes « insupportables ». Le président français Emmanuel Macron a condamné « fermement » ces violences « qui rappellent les heures les plus indignes de l’Histoire » et rappelé que « la France continuera de lutter contre l’odieux antisémitisme sans relâche ». Le ministre français chargé de l’Europe, Benjamin Haddad, a exhorté à ne faire preuve d’« aucune faiblesse, aucune lâcheté face à l’antisémitisme », dénonçant « une chasse aux Juifs sur le sol européen ». Le président américain, Joe Biden, a qualifié d’« abjectes » ces « attaques antisémites », tandis que le chef de la diplomatie britannique, David Lammy, s’est dit « horrifié ». Le premier ministre canadien, Justin Trudeau, a qualifié ces heurts d’« antisémitisme répugnant »,.
Aucun chef d’État ou de gouvernement européen n’a condamné les chants racistes antiarabes et les actions violentes menées par des supporters israéliens.

### Polémique sur la couverture médiatique de l'évènement
De nombreux médias sont pointés du doigt pour avoir couvert l'évènement de façon biaisée, en supprimant des informations sur le sujet ou en minimisant la « chasse à l'homme raciste » réalisée par les hooligans du Maccabi Tel-Aviv.
L'emballement médiatique à propos de ces affrontements est pointé du doigt par certains médias comme ayant entraîné une « hystérie collective » en affirmant qu'il s'agissait d'un nouveau « pogrom antisémite » et en adoptant un point de vue « raciste » criminalisant les locaux et en particulier les maghrébins d'Amsterdam,.
Le 15 novembre, soit plus d'une semaine après les affrontements, BFM TV publie une mise au point concernant les commentaires faits sur certaines images : des courses poursuites avaient été décrites comme « chasses aux juifs » alors que ces dernières étaient perpétrées par des hooligans du Maccabi Tel-Aviv et résultaient d'une « ratonnade » anti-arabe de ces derniers.